# Astellas

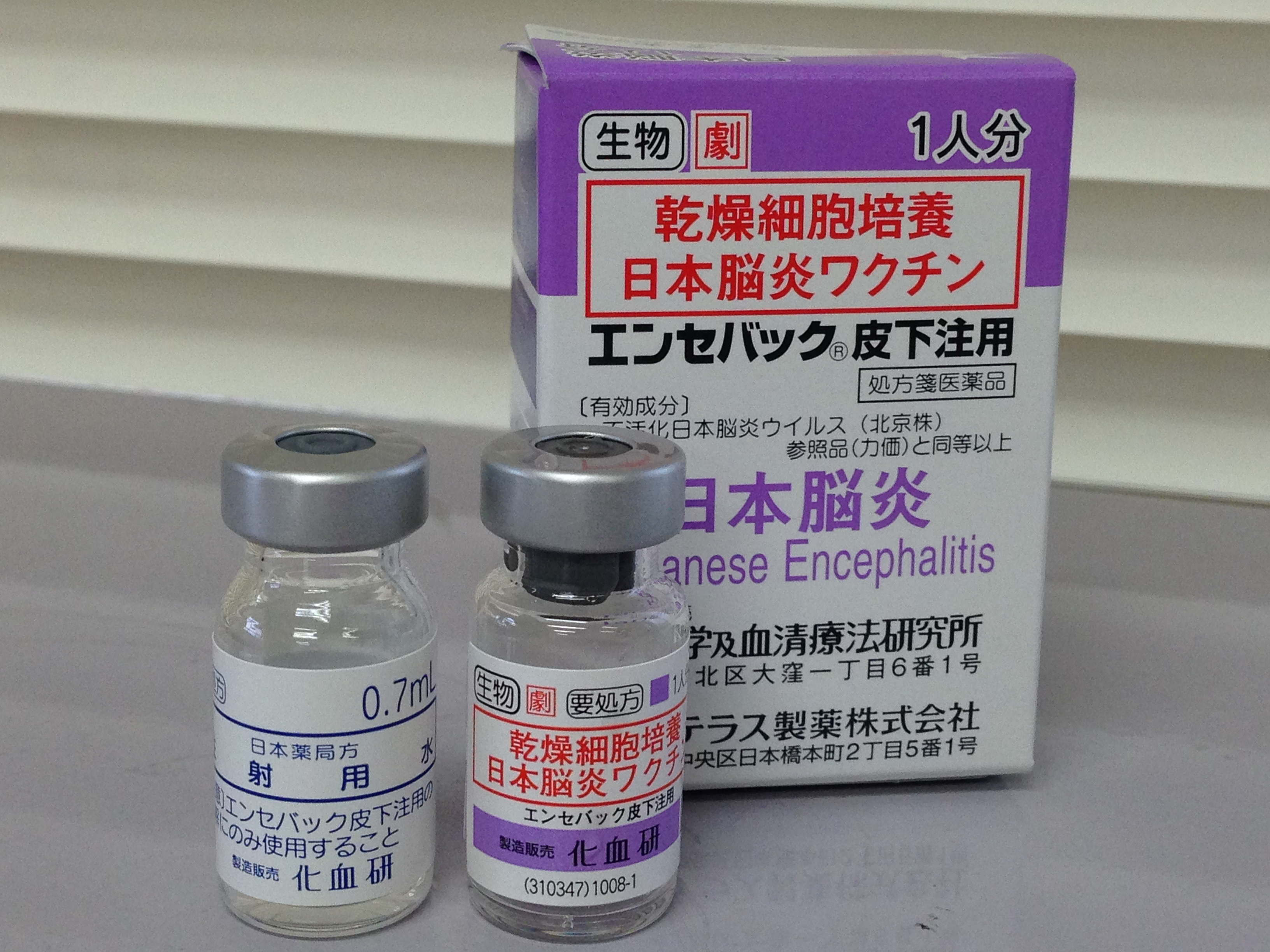
Impfstoff von Astellas

Astellas Seiyaku K.K. (japanisch アステラス製薬株式会社 Asuterasu Seiyaku Kabushiki-gaisha, englisch Astellas Pharma, Inc.), gelistet im Nikkei 225, ist mit Takeda Pharmaceutical und Daiichi Sankyo – mit ca. 8,5 Mrd. Euro Umsatz jährlich – eines der drei größten japanischen Pharmaunternehmen.

## Geschichte
Astellas wurde am 1. April 2005 durch Zusammenschluss der Unternehmen Yamanouchi Seiyaku und Fujisawa Yakuhin Kōgyō gegründet.
In Deutschland waren danach unter Führung dieses Konzerns zunächst die Unternehmen
- Yamanouchi Pharma Deutschland GmbH
- Fujisawa Deutschland GmbH und
- Fujisawa Europa GmbH

tätig.
Am 19. August 2005 gingen diese Unternehmen über in die Konzerntochter Astellas Pharma GmbH.
Astellas hat ihre Schwerpunkte in Entwicklung, Herstellung und Vertrieb von Arzneimitteln für die Bereiche Onkologie, Transplantationsmedizin, Antiinfektiva, Dermatologie, Schmerz und Urologie.
2016 erwarb Astellas den Spezialisten für Antikörper-Therapie Ganymed Pharmaceuticals. Das Unternehmen war im Jahr 2001 von Uğur Şahin und Özlem Türeci, die auch an Biontech beteiligt sind, gegründet worden. Die Kaufsumme lag bei 422 Millionen €, mit Option auf weitere 860 Millionen € Gewinnbeteiligung.
2020 kaufte Astellas den US-amerikanischen Arzneimittelhersteller Audentes Therapeutics für rund 3 Milliarden US-Dollar, um im Bereich gentechnisch hergestellter Medikamente besser aufgestellt zu sein.